# Gonzaga di Molfetta

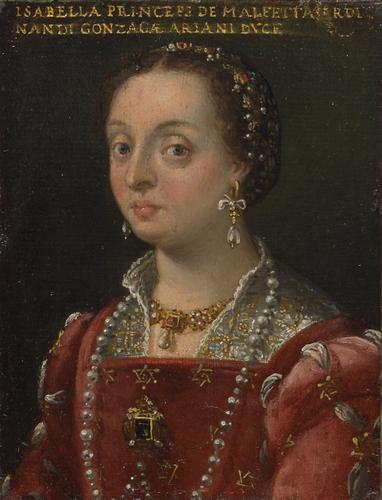
Ritratto di Isabella di Capua, principessa di Molfetta

I Gonzaga di Molfetta furono un ramo minore dei Gonzaga di Guastalla.

## Storia

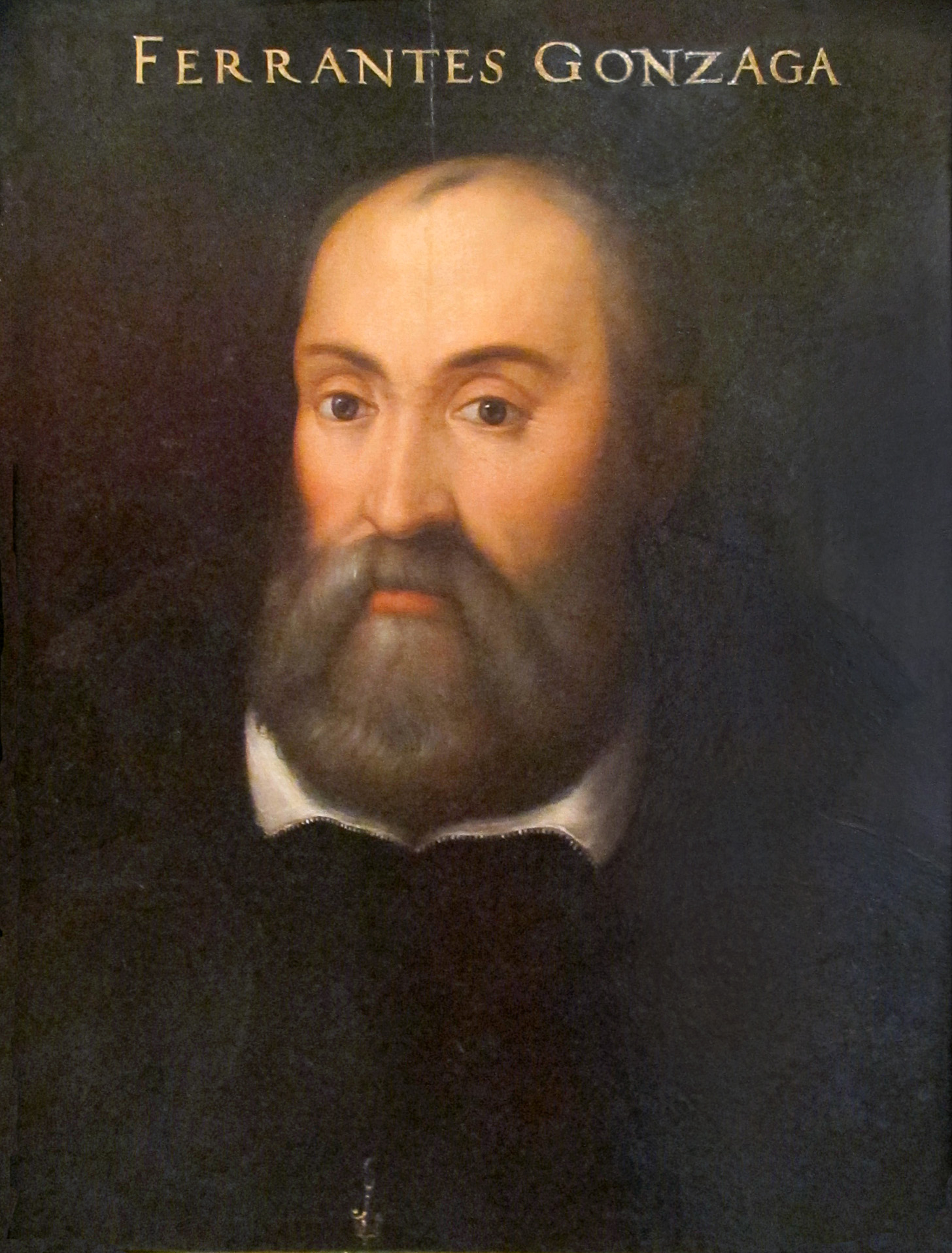
Ferrante I Gonzaga, primo principe di Molfetta

Il 3 ottobre 1522 l'imperatore Carlo V eresse a principato la città di Molfetta e concesse a Ferrante di Capua il titolo di principe. Il 29 novembre 1523 Ferrante morì a Milano e per testamento lasciò erede del feudo la figlia Isabella.
Il ramo gonzaghesco ebbe origine quando Ferrante I Gonzaga, fedele di Carlo V che combatté in Puglia nel 1529,  divenne principe di Molfetta sposando Isabella di Capua, figlia primogenita di Ferrante duca di Termoli. Morto il padre nel 1523, Isabella portò in dote il principato di Molfetta, che passò sotto i Gonzaga. A Ferrante I, morto nel 1557, successe il figlio Cesare I, cui sono attribuite le mura della città.
I discendenti di Ferrante imposero tributi durissimi che causarono grave povertà tra la popolazione.
Il ramo si estinse con l'ultimo principe, Ferrante III Gonzaga (1618-1678), che vendette il 2 aprile 1640 il feudo e principato di Molfetta (C. Pisani, Lunedì, 2 aprile 1640, il feudo di Molfetta passa dai Gonzaga agli Spinola. I documenti dell'Archivio di Stato di Genova, in "l'altra Molfetta", n° 6, Giugno 2016, pp. 48-49) a Giovanni Stefano Doria di Genova, mantenendo il solo titolo di principi.

### Principi di Molfetta
| 1529-1557 | Ferrante I   | (1507-1557) |
| 1557-1575 | Cesare I     | (1530-1575) |
| 1575-1630 | Ferrante II  | (1563-1630) |
| 1630-1632 | Cesare II    | (1592-1632) |
| 1632-1640 | Ferrante III | (1618-1678) |

## Signori di Ottajano
I Gonzaga di Molfetta acquisirono nel 1551 da Fabrizio Maramaldo il feudo di Ottajano, che l'aveva ottenuto per i servigi prestati a Carlo V. Ottajano, infatti, era un feudo militare. Il feudo venne ceduto nel 1567 da Cesare I Gonzaga, dietro pagamento di 50 000 ducati, a Bernardetto de' Medici, cugino del granduca Cosimo I e fratello del papa Leone XI.